# Sergej Aleksandrovič Esenin
(Sergej Aleksandrovič Esenin, Confessioni di un teppista)
Sergéj Aleksándrovič Esénin (IPA: [sʲɪrˈɡʲej ɐlʲɪkˈsandrəvʲɪtɕ jɪˈsʲenʲɪn]) (in russo: Серге́й Алекса́ндрович Есе́нин; Konstantinovo, 3 ottobre 1895 – Leningrado, 28 dicembre 1925) è stato un poeta russo.

## Biografia
Nato nel paese di Konstantinovo, nella regione di Rjazan', in Russia, da una famiglia contadina, Sergej Esenin fu mandato a vivere dai suoi nonni. Cominciò a scrivere poesie all'età di nove anni. Prodigio letterario, nel 1912 si trasferì a Mosca dove si guadagnò da vivere lavorando come correttore di bozze in una società editoriale.
L'anno seguente si iscrisse all'Università statale di Mosca come studente esterno e studiò lì per un anno e mezzo. Le sue prime poesie furono ispirate dal folklore russo.
Nel 1915, si trasferì a San Pietroburgo, dove conobbe i compagni poeti Aleksandr Blok, Sergej Gorodeckij, Nikolaj Alekseevič Kljuev e Andrej Belyj.
Fu a San Pietroburgo che divenne famoso nei circoli di letteratura grazie ad Aleksandr Blok, che lo promosse all'inizio della sua carriera di poeta. Esenin disse che Belyj gli diede il significato della forma, mentre Blok e Kljuev gli insegnarono il lirismo.

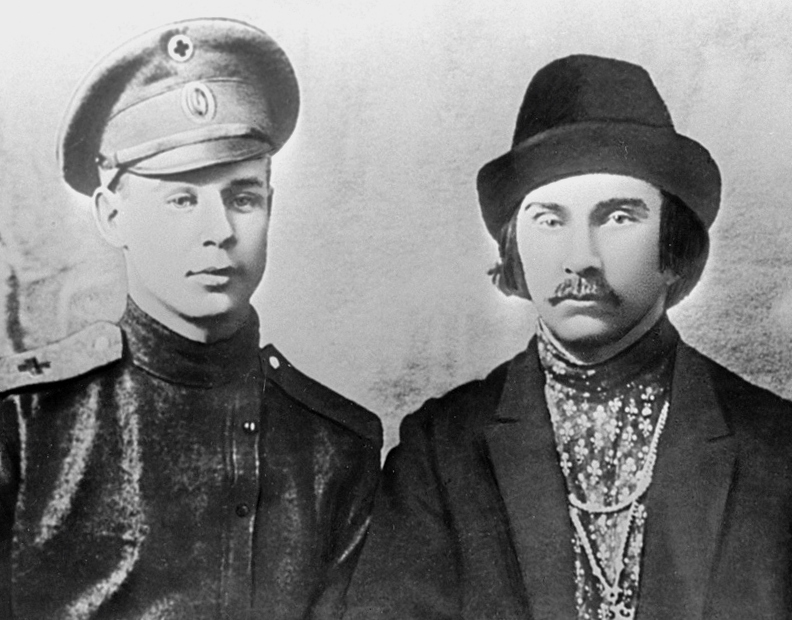
Esenin e il poeta Nikolaj Alekseevič Kljuev, all'epoca della loro amicizia nell'ambito di un circolo poetico (circa 1917). Kljuev aprì la strada del mondo letterario al suo giovane amico.

Bisessuale, ebbe tre mogli e molte amanti. Intrecciò anche una relazione con Kljuev, che lo aiutò nella promozione dei suo lavoro. Esenin usò il suo fascino per ottenere consensi, stabilendo relazioni con poeti che potevano "lanciarlo" e matrimoni di convenienza con donne famose, come quello con Isadora Duncan, danzatrice, più grande di lui di molti anni.
Nel 1916 pubblicò il suo primo libro di poesie, intitolato Radunica. I suoi scritti, che parlavano d'amore e di vita semplice, lo fecero diventare in breve uno dei poeti più popolari del momento.
Nel 1913 ebbe una relazione con una collega di lavoro della casa editrice, chiamata Anna Izrjadnova, dalla quale ebbe un figlio, Jurij.
Nel 1916-1917 fu chiamato al servizio militare, ma poco dopo la rivoluzione d'ottobre del 1917 la Russia uscì dalla prima guerra mondiale. Sostenne la rivoluzione convinto che avrebbe portato una vita migliore, ma subito si disilluse e talvolta criticò persino il governo bolscevico in poesie come L'ottobre severo mi ha ingannato.
Nell'agosto 1917 Esenin sposò la sua prima moglie, l'attrice Zinaida Rajch (più tardi moglie di Vsevolod Meyerhold). Da lei ebbe una figlia, Tatjana, e un figlio, Konstantin. Konstantin sarebbe poi diventato un famoso statistico di calcio. Tatjana invece sarebbe diventata un'importante giornalista e scrittrice.
Nel settembre del 1918 fondò una propria casa editrice chiamata Trudovaja Artel' Chudožnikov Slova (Трудовая Артель Художников Слова, "Compagnia lavorativa moscovita degli artisti della parola").

### Il marito di Isadora

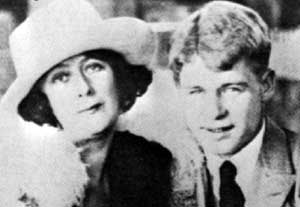
Isadora Duncan e Sergej Esenin nel 1923

Nell'autunno del 1921, mentre visitava lo studio del pittore Aleksej Jakovlev, conobbe la celebre ballerina statunitense Isadora Duncan, che aveva 18 anni più di lui. Si sposarono il 2 maggio 1922, nonostante il fatto che la Duncan conoscesse solo una dozzina di parole in russo, mentre Esenin non parlava nessuna lingua straniera. Negli scritti del poeta si intravvede passione nei confronti della nota danzatrice, ma ciò non esclude che il matrimonio fu contratto da entrambi per accrescere la loro notorietà.
Esenin accompagnò la moglie-celebrità in un viaggio in Europa e negli Stati Uniti, ma l'esperienza si rivelò negativa. La nostalgia e la solitudine contribuirono ad aumentare la dipendenza dall'alcol, che sfuggì al suo controllo. Spesso ubriaco, le sue crisi di rabbia gli fecero distruggere camere d'hotel o creare scompiglio in ristoranti.
Questo comportamento non era in sé affatto negativo per la Duncan che, ora cittadina sovietica, ballava ammantata di drappi rossi ed esibiva il bellissimo ed esotico marito contadino sovietico, per di più anche poeta, alla stampa mondiale, attirando così su di sé l'attenzione di tutti in un momento in cui la sua fama aveva iniziato ormai a declinare.
Tuttavia Esenin, isolato dalla barriera della lingua, si trovava tagliato fuori dal proprio ambiente, riducendosi, lui poeta celeberrimo in patria, a fare l'accompagnatore di una celebrità straniera, il "marito di Isadora Duncan".

### Il ritorno in patria
Il matrimonio con la Duncan durò poco tempo e nel maggio del 1923 Esenin era di ritorno a Mosca.
Lì ebbe subito una stretta relazione con l'attrice Augusta Miklaševskaja, e si crede che l'abbia sposata in una cerimonia civile dopo aver ottenuto il divorzio da Isadora Duncan.
Un'altra donna importante nella vita del poeta fu Galina Benislavskaja, donna che non amò mai ma che a lui fu incondizionatamente devota. Per diverso tempo Esenin si stabilì nella sua abitazione insieme alle sue sorelle, le quali vi restarono anche nei periodi in cui Esenin rompeva con la Benislavskaja. A seguito del matrimonio con la Tolstaja, i due smisero di avere contatti. Lei si suicidò sulla tomba del poeta un anno dopo la sua morte, con un colpo di pistola al cuore.
Ebbe un figlio, Aleksandr, dalla poetessa Nadežda Vol'pin, ma lui non lo conobbe mai. Aleksandr Esenin-Vol'pin sarebbe poi diventato un importante poeta e attivista nel movimento dissidente dell'Unione Sovietica degli anni sessanta con Andrej Sacharov e altri. Dopo essersi trasferito negli Stati Uniti, Esenin-Volpin divenne un importante matematico.

### Il declino
Negli ultimi due anni della sua vita Sergej Esenin conobbe il periodo più buio della sua esistenza. La dipendenza dall'alcol si fece sempre più grave e spesso era vittima di allucinazioni; i suoi comportamenti diventarono sempre più imprevedibili. Tuttavia questo periodo fu uno dei più fecondi a livello creativo e risalgono a questi anni alcune delle sue opere più intense.
Nella primavera del 1925 sposò la sua terza moglie, Sofia Andreevna Tolstaja, una nipote di Lev Tolstoj, matrimonio illegale in quanto il poeta non aveva chiesto il divorzio dalla Duncan. I due si conoscevano da pochi mesi, ma la ragazza era convinta che, una volta sposati, sarebbe riuscita a cambiarlo. Il matrimonio però non cambiò le cose e l'alcolismo di cui il poeta soffriva lo portò ad un ultimo ricovero in ospedale psichiatrico. Alcuni sostengono che questo avvenne per tenere Esenin al riparo della GPU, a cui non piacquero le critiche del poeta al regime sovietico.

### La morte
La morte di Esenin presenta diverse ambiguità. I fatti certi dicono che Esenin uscì dalla clinica il 21 dicembre con l'obiettivo di lasciare Mosca e di trasferirsi definitivamente a Leningrado (oggi San Pietroburgo). Partì il 23 e il giorno seguente, al suo arrivo, prese la stanza numero 5 nell'albergo Angleterre. Nella notte tra il 27 e il 28 dicembre Esenin morì impiccato nella sua stanza d'albergo, all'età di 30 anni.
Il suo corpo fu ritrovato il 28 mattina impiccato con la cinghia di una valigia ai tubi del riscaldamento centrale della sua camera. Il corpo presentava alcuni graffi sul braccio sinistro, un profondo taglio sul braccio destro al di sopra del gomito e un livido sotto l'occhio sinistro.
Le testimonianze parlano di una poesia dal titolo Il congedo scritta col sangue e lasciata la mattina del 27 all'amico Vol'f Erlich.
Era però opinione diffusa che la morte autoinflitta sarebbe stata una montatura inscenata da agenti della GPU.
Sergej Esenin è sepolto al cimitero di Vagan'kovo a Mosca. La sua tomba è ornata da una scultura di marmo bianco.
Anche Lev Trockij scrisse un breve saggio su di lui. Trotsky commentò così la morte di Esenin: 
Si nascondeva dietro a una maschera spavalda pagando questa sua scelta volontariamente con la corruzione dell’anima. Esenin si sentiva sempre estraneo. Non è per lodarlo, proprio a causa di questa estraneità abbiamo perso Esenin. Ma non è nemmeno per rimproverarlo: ha senso lanciare il rimprovero affinché raggiunga il più lirico dei poeti, che non siamo riusciti a proteggere per noi? Il nostro tempo è un tempo severo, magari uno dei più severi della storia dell'uomo cosiddetto civilizzato. E lui invece di essere un rivoluzionario, nato per vivere in questi decenni, era ossessionato da un severo patriottismo della sua epoca, della sua patria, del suo tempo. Esenin non era un rivoluzionario. Autore di Pugacev e de La Ballata dei ventisei era un poeta lirico. E la nostra epoca non è lirica. È questa la causa fondamentale per cui autonomamente e così presto, si è allontanato per sempre da noi e dalla sua epoca. Le radici di Esenin sono profondamente popolari e, come ogni sua cosa, la sua identità popolare era autentica. Di questo, senza dubbio, vi è testimonianza non in un poema che narra della rivoluzione, ma ancora una volta in una sua lirica:
"Silenziosamente nel bosco folto di ginepri vicino al dirupo
l'autunno, giumenta arancione, si gratta la criniera"
L'immagine dell'autunno e molte altre immagini lo hanno plasmato sin dall'inizio, come l'immotivata spavalderia. Ma il poeta ci ha posti di fronte alle radici cristiane della propria cultura e ci ha obbligati accoglierle dentro di noi. Fet non avrebbe detto così e nemmeno Tjutcev. Risultano forti in Esenin le radici cristiane, riflesse e modellate dal talento. Ma è nella fortezza della sua cultura cristiana che risiede la motivazione della debolezza personale di Esenin: dal passato lo hanno strappato con le radici, radici che nel presente non hanno attecchito. La città non lo ha rafforzato, ma lo ha fatto traballare e lo ha estraniato. Il viaggio all'estero, in Europa e oltre oceano, non lo ha raddrizzato. Lo ha accolto più calorosamente Teheran rispetto a New York. La sua lirica, proveniente da Riazan, ha trovato più popolarità in Persia che nei centri culturali europei e americani. Esenin non era né ostile alla rivoluzione né estraneo ad essa; anzi, tendeva sempre verso di lei, da un lato nel 1918:
"Mia madre – Patria, sono un bolscevico"
dall'altro lato, negli ultimi anni:
"Adesso nel paese dei Soviet,
sono il più impetuoso compagno di strada"
La rivoluzione ha fatto irruzione sia nella struttura della sua poesia sia nelle immagini, soprattutto per mezzo delle citazioni, successivamente con i sentimenti. Nella catastrofe del passato, Esenin non ha perso nulla e non ha rimpianto nulla della catastrofe. No, il poeta non era estraneo alla rivoluzione – lui e la rivoluzione non erano fatti della stessa pasta. Esenin era intimo, tenero, lirico – la rivoluzione è pubblica, epica, catastrofica. Per questo la breve vita del poeta si è troncata in maniera così catastrofica. Si dice che ognuno di noi porta dentro di sé la molla del proprio destino, ma la vita dispiega questa molla fino alla fine. In questo c'è solo una parte di verità. La molla dell'attività letteraria di Esenin, dispiegandosi, si è infranta sul limite dell'epoca, si è rotta. Esenin ha tante strofe preziose, colme di avvenimenti. Di questi è circondata tutta la sua attività letteraria. Allo stesso tempo Esenin è estraneo. Non è il poeta della rivoluzione.
"Sono pronto ad andare lungo il terreno già battuto,
darò tutta l'anima all'Ottobre e al Maggio
Ma solo la lira non darò alla cara ndr. rivoluzione"
La sua molla lirica avrebbe potuto dispiegarsi fino alla fine solo a condizione di avere una società armoniosa, felice, in cui non regna il conflitto ma l'amicizia, la tenerezza, la partecipazione. Questo periodo arriverà. Dopo il periodo attuale, in cui si nascondono ancora spietati e salvifici scontri uomo contro uomo, arriveranno altri tempi, gli stessi che si stanno preparando con gli scontri odierni. L'essere umano allora sboccerà del suo autentico colore. E assieme a lui, la lirica. La rivoluzione per la prima volta non solo riconquisterà il diritto al pane per ogni uomo, ma anche alla lirica. A chi stava scrivendo Esenin col sangue prima di morire? Magari ha interloquito con un amico che non è ancora nato, con un uomo del futuro che qualcuno sta preparando con il conflitto, Esenin con i canti. Il poeta è morto perché lui e la rivoluzione non erano fatti della stessa pasta. Ma, nel nome del futuro, lei lo adotterà per sempre. Esenin era teso verso la morte sin dai primi anni della sua attività letteraria, consapevole della propria fragile condizione interiore. […]
Solo adesso, dopo il 27 dicembre, magari tutti noi, conoscendo poco o non conoscendo affatto il poeta, possiamo apprezzare fino alla fine la sincerità intima della lirica eseniana in cui quasi ogni verso è scritto col sangue delle vene tagliate. Lì c'è una pungente amarezza data dalla perdita. Ma non uscendo dal proprio circolo personale, Esenin trovava un conforto malinconico e toccante nel presentimento della sua imminente scomparsa:
"E, l'ascolto del canto nel silenzio
L'amata mia in compagnia di un altro amato
Magari si ricorderà di me
Come di un ineguagliabile fiore"
E nella nostra coscienza la ferita dolorante e non ancora completamente rimarginata si consola al pensiero che questo meraviglioso e autentico poeta a modo suo ha raccontato la sua epoca e l'ha arricchita di canti, parlando d’amore in modo innovativo, del cielo azzurro, caduto nel fiume, della luna, che come un agnello pascola nel cielo, e dell’ineguagliabile fiore, di se stesso. Durante le sue celebrazioni non vi deve essere nulla di triste o decadente. La molla, posta nella nostra epoca, è smisuratamente più forte della molla personale posta in ognuno di noi. La spirale della storia si dispiegherà fino alla fine. Non bisogna opporsi ad essa ma aiutare i pensieri e le volontà con consapevoli sforzi. Stiamo preparando il futuro! Continueremo a conquistare per ciascuno il diritto al pane e il diritto al canto. È morto il poeta. Evviva la poesia! È caduto nel burrone un bambino indifeso. Evviva la vita ricca di attività artistica, in cui fino all'ultimo minuto Sergej Esenin ha intrecciato i fili preziosi della sua poesia.»

## La fama di Esenin

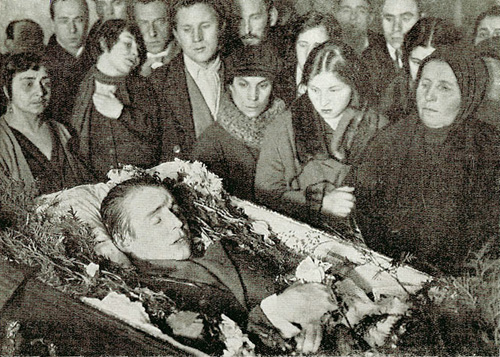
Esenin nella camera ardente

Dopo aver per caso incontrato Esenin nel 1925, Vladimir Majakovskij annotò:
Secondo le memorie di Il'ja Ehrenburg Persone, anni, vita (1961),
Sebbene fosse uno dei poeti più famosi della Russia e gli fosse stato dato dallo Stato un funerale elaborato, la maggior parte dei suoi scritti furono messi all'indice dal Cremlino durante la dittatura di Josif Stalin e il governo di Nikita Chruščëv. A ciò contribuì in modo significativo la critica di Nikolaj Bucharin. Solo nel 1966 la maggior parte delle sue opere fu ripubblicata.
Già fra il 1958 ed il 1960 Alexander Solzenicyn scriveva del poeta in un breve brano, ritraendolo nei luoghi in cui nacque: «Che talento d'oro ha deposto qui il Creatore, in questa isba, nel cuore di un rissoso ragazzo di campagna...»
Al giorno di oggi, le poesie di Sergej Esenin vengono ancora imparate a memoria dai bambini a scuola, e molte sono state musicate, registrate come canzoni popolari. La morte prematura, i freddi giudizi da parte di alcuni dell'élite letteraria, l'adorazione da parte delle persone comuni, il comportamento che destava scalpore, tutto ciò contribuì all'immagine popolare duratura e mitica del poeta russo.

## La poesia d'addio
La notte del 27 dicembre Esenin scrisse col proprio sangue una poesia d'addio: Arrivederci, amico mio, arrivederci (До свиданья, друг мой, до свиданья). La poesia, non chiara, sarebbe stata da Esenin consegnata ad un amico, con la promessa di leggerla solo il giorno dopo; nel frattempo, Esenin si sarebbe impiccato. Probabilmente è una poesia d'amore e d'addio per il poeta Anatoli Marienhof (o Anatolij Mariengof). È qui di seguito presentata una delle traduzioni numerose che sono state operate sull'ultima poesia di Esenin; esistono difatti adattamenti linguistici dal russo all'italiano che fanno sì che il testo letterario sia meno aderente all'originale.
Милый мой, ты у меня в груди.

Предназначенное расставанье

Обещает встречу впереди.

До свиданья, друг мой, без руки, без слова,

Не грусти и не печаль бровей,

В этой жизни умирать не ново,

Mio caro, sei nel mio cuore.

Questa partenza predestinata

Promette che ci incontreremo ancora.

Arrivederci, amico mio, senza mano, senza parola

Nessun dolore e nessuna tristezza dei sopraccigli.

In questa vita, morire non è una novità,

Ma, di certo, non lo è nemmeno vivere.»
(Sergej Esenin, Arrivederci, amico mio, arrivederci (До свиданья, друг мой, до свиданья))
«O caro amico, ci vedremo ancora,
ché sempre nel mio cuore tu rimani.

Ormai di separarsi è giunta l'ora,
ma promette un incontro per domani.
O caro amico addio, senza parole,
senza versare lacrime o sorridere.-

Morire non è nuovo sotto il sole,
ma più nuovo non è nemmeno vivere.
S. Esenin-Congedo
(Traduttore Anonimo)
Arrivederci, amico, arrivederci.

Il mio saluto a te che porto in cuore.

Or separati, ancora rivederci

potremo un dì, con lo stesso calore.
Senza strette di mano né parole,

senza tristezza né malinconia.

Non è nuovo morire sotto il sole,

né più nuova è neppur la vita mia.

## Esenin e la musica
Il compositore russo Georgij Vasil'evič Sviridov (1915-1998) ha scritto varie opere sui versi di Esenin:
- Poema per soli, coro e orchestra In memoria di Sergej Esenin (1956)
- Romanze per voce e pianoforte Mio padre contadino (1956)
- Piccola cantata per coro e orchestra Rus dereviannaja ("Russia di legno") (1964).

Nel 1975 il cantautore italiano Angelo Branduardi ha composto, sulle parole della poesia Confessioni di un teppista di Esenin, uno dei suoi brani più celebri, Confessioni di un malandrino. Da un verso della medesima poesia prende il titolo la canzone La fitta sassaiola dell'ingiuria, brano nato dalla collaborazione tra lo stesso Branduardi e Caparezza. Nel 1981, nell'album Branduardi '81 è presente l'evocativa e minimalista La cagna tratta da La canzone della cagna, poesia presente in Confessioni di un teppista.
La band metalcore Bring Me the Horizon ha pubblicato una canzone, It Was Written in Blood, basata sull'ultima poesia di Esenin.

## Alcune delle opere di Sergej Esenin
- Il rosso dell'alba, 1910
- Le acque alte hanno lambito, 1910
- La betulla, 1913
- Autunno, 1914
- La cagna, 1915
- Guarderò nel campo, 1917
- Ho lasciato la casa natia, 1918
- Teppista, 1919
- Confessioni di un teppista, 1920
- Sono l'ultimo poeta del paese, 1920
- Preghiera per i primi quaranta giorni della morte, 1920
- Non ho pietà, non grido, non piango, 1921
- Pugačëv, 1921
- Il paese dei banditi, 1923
- Solo una gioia ho lasciato, 1923
- Una lettera alla madre, 1924
- Taverna Mosca, 1924
- Confessioni di un teppista, 1924
- Luce di luna desolata e pallida, 1925
- L'Uomo Nero, 1925
- Al cane di Kačalov" (Jim, cane dell'attore Kačalov), 1925